# Мелания Тръмп
Мелания Кнаус Тръмп, родена като Мелания Кнавс (на словенски: Melanija Knavs; на английски: Melania Trump) е словенски модел и първа дама на САЩ. От 22 януари 2005 г. е съпруга на американския бизнесмен, 45-и и 47-и президент на Съединените щати – Доналд Тръмп.

## Биография
Мелания Кнавс е родена на 26 април 1970 г. в Ново Место в югоизточната част на Словения (тогава част от Югославия). Тя е дъщеря на Амалия Улчник и Виктор Кнавс. Баща ѝ е от близкия град Радече. Майка ѝ е от село Рака. Той се занимава с дистрибуция на коли и мотори от близкия завод, а тя е шивачка, правеща модели за детски дрехи. Мелания има сестра – Инес, и по-стар полубрат от предишна връзка на баща ѝ, когото, според слуховете, никога не е срещала.
Придобива постоянно жителство в Съединените щати през 2001 г., а американско гражданство през 2006 г.
В периода 20 януари 2017 г. – 20 януари 2021 г. е първа дама на 45-ия президент на САЩ. От 20 януари 2025 г. е първа дама на 47-ия президент на САЩ.
|  | Тази страница частично или изцяло представлява превод на страницата Melania_Trump в Уикипедия на английски. Оригиналният текст, както и този превод, са защитени от Лиценза „Криейтив Комънс – Признание – Споделяне на споделеното“, а за съдържание, създадено преди юни 2009 година – от Лиценза за свободна документация на ГНУ. Прегледайте историята на редакциите на оригиналната страница, както и на преводната страница, за да видите списъка на съавторите. ВАЖНО: Този шаблон се отнася единствено до авторските права върху съдържанието на статията. Добавянето му не отменя изискването да се посочват конкретни източници на твърденията, които да бъдат благонадеждни. |